# Witwangstrandplevier
De witwangstrandplevier (Anarhynchus dealbatus) is een waadvogel uit de familie van plevieren (Charadriidae). De vogel werd in 1870 door de Britse vogelkundige Robert Swinhoe als aparte soort beschreven onder de naam Aegialites dealbatus. Deze vogel is lang beschouwd als ondersoort van de (gewone) strandplevier (Anarhynchus alexandrinus).

## Kenmerken
De vogel is 16 tot 17 cm lang. Het is een kleine, bleek uitziende strandplevier. Kenmerkend is het wit voor op de kruin en de witte wenkbrauwstreep. De poten zijn relatief lang en roze. De snavel is zwart en relatief kort en lijkt stomp.

## Verspreiding
Het is een broedvogel van stranden langs de kust van zuidoostelijk China en Vietnam. Gedurende de winter verplaatst de soort zich naar zuidelijker gelegen stranden in Thailand, Maleisië en Indonesië.

## Status
De grootte van de populatie is niet bekend. Mogelijk wordt het leefgebied wordt aangetast door allerlei bouwactiviteiten langs de Chinese kunst. De vogel heeft echter een redelijk groot aanpassingsvermogen en kan broeden in gebieden waar bijvoorbeeld inpolderingen plaats vinden. Om deze redenen staat deze soort als niet bedreigd op de Rode Lijst van de IUCN.